# MUCC
MUCC（ムック）は、1997年に茨城県で結成された日本のヴィジュアル系ロックバンド。所属事務所はマーヴェリック、所属レーベルはデンジャークルー・レコード。
6月9日は「ムックの日」とされており、ほぼ毎年何らかのイベントを行っている。ファンのことは夢烏（ムッカー）と呼ばれる。

## メンバー
- 逹瑯（1979年8月21日 - ）（45歳） - ボーカル
- ミヤ（1979年7月26日 - ）（45歳） - ギター・コーラス
- YUKKE（1979年11月5日 - ）（45歳） - ベース（1999年2月22日加入）

### 元メンバー
- HIRO - ベース（結成 - 1999年2月14日まで在籍）
- SATOち（1979年8月12日 - ）（45歳） - ドラムス（1997年 - 2021年10月3日）[4]

### サポート・メンバー
- 吉田トオル - ピアノ、キーボード（2017年、2019年 - ）
  - アルバム『是空』収録の「1979」、ベスト・アルバム『BEST OF MUCC』の初回盤Disc 2収録の『月の砂丘 Unplugged』にも参加している。
- Allen - ドラムス（2021年 - ）
  - Serenity In Murderのドラマー

## 概要
音楽性としては、活動初期は昭和歌謡のようなメロディに、メタルの重厚さと激しさを取り入れ、社会風刺や負の感情をテーマとした赤裸々で陰鬱な歌詞を特徴としていたが、活動が続くにつれてポップ、エレクトロニカ、ダンス、民族音楽と音楽性の幅が広がった。
作詞は基本的に逹瑯、ミヤの2人が担当しているが、シングル『ホリゾント』のc/w「心色（ココイロ）」でYUKKEが、アルバム『極彩』収録の「キンセンカ」ではSATOちが初の作詞を担当した。作曲はミヤを中心にメンバー全員が行っており、メンバー内での共作も見られる。また2010年にリリースされたアルバム『カルマ』より、逹瑯による作曲が多くなっている。
楽曲のプロデュースは、岡野ハジメやL'Arc〜en〜Cielのken等、外部からプロデューサーを迎えていたが、近年はセルフプロデュースの割合が増えている。
様々なジャンルのアーティストとの共演や海外アーティストの来日公演のオープニング・アクトを務めており、中でもGuns N' Rosesは2007年に続き2009年も務めた。
2005年以降は世界のメタル系フェスティバル「Wacken Open Air」への出演、単独ツアーなども行っている。2010年のROCKS TOKYOへの出演をきっかけに国内のロックフェスティバルへの出演も増えている。また、インディーズ時代から対バン形式のイベント「えん」を2017年12月現在までに7度主催している。
2017年12月現在、世界各国ではヨーロッパ（イギリス・オランダ・スイス・スウェーデン・スペイン・デンマーク・ドイツ・ハンガリー・フィンランド・フランス・ベルギー・ポーランド）・アメリカ・シンガポール・台湾・中国・ロシア・南米（チリ・メキシコ）の計18か国でライヴを行っている。

### バンド名の由来
2004年のBARKSのインタビューで、ミヤは「覚えやすいしほかにないし、バンド名で音楽を連想できないだろう」ということから付けたと説明し、後から英語で「MUCK」と書くと「汚物」という意味であることを知り「それもいいかな」と思ったと語っている。

### 表記について
キャリアを通してMUCCというアルファベット表記と、ムックというカタカナ表記を両方使用しているが、どちらを使うかにおいて特筆すべき傾向は無い。バンド初期のデモテープ「哀歌」と「愁歌」ではMUCC表記を、その後デモテープ『アカ』からアルバム『鵬翼』まではムック表記を使用している。この期間中もヨーロッパでのリリースには言語の関係上、MUCCが使用されている。その後シングル『ガーベラ』からアルバム『カルマ』まではリリースによってどちらかを使用している。シングル『アルカディア featuring DAISHI DANCE』以降は基本的にMUCCで統一されていて、公式サイトも同表記になっている。ただし、シングル『家路』やデモテープ『自己嫌悪 DEMO』など、ムック表記のリリースも一部存在する。

## 評価
音楽評論家の市川哲史は「80年代序盤のソノシート的」な空気感が素晴らしく、「日本語ロックとしてとても優秀だ」と評している。ライターの藤谷千明は「歌詞がすごく美しい」と述べている。

## 来歴
1997年5月4日、逹瑯とミヤが中心となり結成。当時のベーシストはHIRO。水戸ライトハウスを中心に活動を開始し、THE BLUE HEARTSやGLAYをコピーしていた。当初は「密室ノイローゼ」に所属しており、いわゆる「密室系」と呼ばれるジャンルに属していた。
1998年、上京。1999年2月にHIROが脱退し、現ベースであるYUKKEが加入。
1999年2月14日、初のワンマンライブを水戸ライトハウスにて敢行。
2001年、初のワンマンツアー「激痛―――――。」を敢行。
2002年にデンジャークルー・レコード内に自主レーベル「朱」を設立。同年、初の「えん（主催イベント）」を敢行。
2003年、ユニバーサルミュージックに移籍しシングル『我、在ルベキ場所』のリリースをもってメジャーデビュー。
2005年、ドイツのメタルフェスティバルWacken Open Airに出演し、さらにその2日後には同地でのワンマンライブも敢行。これがムックにとって初の海外公演となる。
2006年、初の日本武道館単独公演『MUCC WORLD TOUR "TOUR FINAL「666」』を行う。
2007年、結成10周年記念を迎える。来日したGuns N' Rosesのオープニング・アクトを全公演を務める。
2007年11月25日、茨城県立県民文化センターにて10周年記念公演『MUCC 10th Anniversary Memorial Live"家路"』を行う。
2008年、北米、ヨーロッパ諸国、日本を縦断する大規模なライブツアー「Rockstar Taste Of Chaos 2008」に出演。
2009年3月15日、2度目の日本武道館単独公演『球体』を行う。
2009年、シングル『フリージア』の発売をもってデンジャークルー・レコードに復帰、活動の場をインディーズに戻した（流通はメジャー ※ソニーミュージックディストリビューション）。
2010年、YUKKEの母校である茨城県立小川高等学校が廃校になることを受け、同校の学園祭ライヴに出演した。
2011年5月21日 - 22日、3 - 4度目となる日本武道館単独公演を2デイズで行う。(5月21日『TOUR "Chemical Parade" FINAL』、5月22日『MUCC history GIG 97～11』)
2011年11月、ソニー・SMARからのメジャー再デビューを発表。
2012年、結成15周年記念を迎える。6月9日にバンド史上最大規模の会場である幕張メッセにて全35曲、5時間弱にわたるワンマンライブ『-MUCC 15th Anniversary year Live-「MUCC vs ムック vs MUCC」』を行う。
2013年8月17日、結成15周年記念の応募企画の特賞「MUCCになれる権」で当選した新メンバーDEANと班長加入。9月4日、両名とも一身上の都合で脱退。
2014年、7か月間連続で毎月異なる全6種類のツアーを各9公演ずつ行うというバンド史上最大規模のライヴプロジェクト「SIX NINE WARS -ぼくらの七ヶ月間戦争-」を開催。ツアーファイナルとして9月23日に国立代々木競技場第一体育館にてワンマンライブを行う。
2015年6月21日、DANGER CRUEよりミヤがイベントプロデューサーを務めるイベント『COMMUNE』の始動を発表。
2015年6月28日、幕張メッセ国際展示場1～4ホールにて開催されたLUNA SEA主宰フェス「LUNATIC FEST.」に出演。
2016年10月16日、X JAPAN、LUNA SEA、GLAYが中心となり幕張メッセ 国際展示場 展示ホール9〜11にて開催された「VISUAL JAPAN SUMMIT 2016 Powered by Rakuten」に出演。
2017年、20周年記念として、「MUCC 20TH ANNIVERSARY 97-17"飛翔"」と銘打った企画を発表。特設サイトもオープン。
2017年5月1日、メンバーの地元である茨城県石岡市および茨城県水戸市の「ふるさと大使」にダブル就任。
2017年6月20日 - 21日、20周年記念武道館公演『MUCC 20TH-21ST ANNIVERSARY 飛翔への脈拍 ～そして伝説へ～』を行う。
2017年、再びデンジャークルー・レコードに復帰する。
2017年9月23日、『MUCC 20TH ANNIVERSARY 殺シノ調べ This is NOT Greatest Tour』名古屋公演にて2018年から3か月間にわたる初の有期限活動休止が発表された。
2017年12月25日、Spotifyでの配信が順次解禁され、2017年12月27日開催の『20TH ANNIVERSARY MUCC祭「えん7 FINAL」in 武道館』に合わせて、会場最寄りである九段下駅には「MUCCをSpotifyで聴こう」と書かれた大型ポスターが設置された。(ポスターの掲出場所は、半蔵門線の日本武道館寄りの改札周辺と、東西線改札周辺。有楽町線、副都心線、半蔵門線の車両内の一部でも中吊りポスターとして掲出。)
2018年3月31日、幕張メッセ 国際展示場9～11ホールにて開催されたライブイベント『Vans Warped Tour Japan 2018 presented by XFLAG』で3か月間にわたる有期限活動休止から復活する。
2018年5月21日 - 22日、Zepp Tokyoにて『MUCC 2018 ～復活の夜～ The WALL-CRIMEorDESTROY-』を2デイズを行う。
2019年1月7日、期間限定メンバーとして吉田トオル（Key.）含む5人でのアーティスト写真が公開される。
2019年11月10日、和歌山 CLUB GATEにて開催された『MUCC 2019 Lock on snipe tour #8『関西型壊れたピアノとリビングデッド収監7days』～47都道府県制覇の地！22年6ヶ月と7日かかりました～』で47都道府県でのライブ制覇を達成する。
2019年12月28日、逹瑯がオーガナイザーを務める『MUCC Presents Trigger In The Box supported by MAVERICK DC GROUP』が国立代々木競技場第一体育館にて開催される。
2020年6月21日、初となる無観客有料配信ライブ『～Fight against COVID-19 #2～『惡-THE BROKEN RESUSCITATION』』が渋谷ストリームホールにて開催される。また、同公演をもって期間限定メンバーであった吉田トオルがサポートメンバーとなる。
2020年12月2日、オフィシャルサイトにて2021年の春をもってSATOちが脱退することが発表された。
2020年12月27日、7度目となる日本武道館単独公演『惡-The brightness world』を行う。
2021年10月3日、延期に延期を重ねた(計3回)『MUCC TOUR 202X 惡-The brightness world』のツアーファイナルをザ・ヒロサワ・シティ会館　大ホール（茨城県立県民文化センター）にて開催。同公演をもってSATOちが脱退。
2021年10月14日、Zepp DiverCityにて開催された『ROTTENGRAFFTY Tribute Album～MOUSE TRAP～Release Party』が新体制として初のライブとなる。
2022年、25周年記念として「閃耀世界」を掲げ、アルバム発売やツアー開催などさまざまな企画を発表。特設サイトもオープン。バンド結成25周年を迎える2022年6月にはフルアルバム 「新世界」をリリース。
「新世界」制作中に泣く泣くアウトテイクとなった楽曲や「新世界」を完結させる意味合いを込めてツアー中に作曲された楽曲が収録されたミニアルバム「新世界 別巻」を12月にリリース。
2022年9月6日、2019年7月26日新宿LOFTにて開催の『Miya 40th Birthday After Special えん 7.5 〜I collected only my favorite bands〜』以来約3年2か月ぶりの『えん』となる『えん8』がCLUB CITTA'にて開催される。
2022年10月から12月にかけては、2003年・2004年にリリースされたアルバム「是空」「朽木の灯」をコンセプトにしたツアー『MUCC 25th Anniversary TOUR 「Timeless」～是空・朽木の灯～』を開催。会場限定シングル「空 -ku-」を発売。
2023年2月6日、14日に2020年2月24日に小樽GOLDSTONEにて開催された『壊れたピアノとリビングデッド収監 Japan Tour GRAND FINAL ～収監始まりの地で大団円～』以来約3年ぶりとなる観客の声出しを許可するライブ、『MUCC 25thAnniversary Special Liveムック試験導入公演その5.暴れて、感じて、声出しOK。『咆哮』』をCLUB CITTA'、GORILLA HALL OSAKAにて開催予定。
3月から5月にかけては、2005年・2006年にリリースされた「鵬翼」「極彩」をコンセプトにした『MUCC 25th Anniversary TOUR「Timeless」～鵬翼・極彩～』を開催。会場限定シングル「想 -so-/耀 -yo-」を発売。
6月から8月にかけては、2008年・2009年にリリースした「志恩」「球体」をコンセプトにしたツアー『MUCC 25th Anniversary TOUR「Timeless」～志恩・球体～』を開催。会場限定シングル「99」を発売。
10月から11月にかけては、2010年・2012年にリリースした「カルマ」「シャングリラ」をコンセプトにした『MUCC 25th Anniversary TOUR「Timeless」～カルマ・シャングリラ～』を開催 。会場限定シングル「サイレン」を発売。
12月28日には、「Timeless」ツアーグランドフィナーレ『MUCC 25th Anniversary TOUR Grand Final Bring the End to「Timeless」&「WORLD」』東京国際フォーラム ホールAを開催。アルバム「Timeless」を発売。
2024年6月4日、徳間ジャパンコミュニケーションズ移籍第1弾シングル「愛の唄」を発売。6月9日から、『MUCC TOUR 2024「Love Together」』を開催。

## ディスコグラフィ

### シングル
|              | 発売日                      | タイトル                            | 規格品番                                                                   | JP           | 備考 |
| インディーズ | インディーズ                | インディーズ                        | インディーズ                                                               | インディーズ | インディーズ |
| ------------ | --------------------------- | ----------------------------------- | -------------------------------------------------------------------------- | ------------ | --- |
| 1st          | 2000年6月9日                | 娼婦/廃                             | MSNA-019                                                                   |              | 5000枚限定。 |
| 2nd          | 2001年7月15日               | 赤盤                                | MSNA-024                                                                   |              | 初回カラーケース／CDハンガー |
| 3rd          | 2001年7月15日               | 青盤                                | MSNA-025                                                                   |              | 初回カラーケース／CDハンガー |
| 4th          | 2002年1月21日 2002年6月10日 | 負ヲ讃エル謳                        | MSHN-001A:初回限定特殊パッケージ仕様 MSHN-001B:通常盤                      |              | 初回限定10,000枚のみ特殊仕様 |
| 5th          | 2002年6月9日                | 水槽                                | MSHN-002A                                                                  |              | 6900枚限定。告知なしで発売された。 |
| 6th          | 2003年5月20日 2003年5月21日 | 我、在ルベキ場所                    | MSHN-004B:Aタイプ DCCQ-4 MSHN-004A:Bタイプ                                 | 40           | Aタイプはライブ会場限定販売 |
| メジャー     |                             |                                     |                                                                            |              | |
| 6th          | 2003年5月21日               | 我、在ルベキ場所（Cタイプ）         | POCE-6900                                                                  | 40           | |
| 7th          | 2004年2月25日               | 路地裏 僕と君へ                     | POCE-6902                                                                  | 34           | |
| 8th          | 2004年6月9日                | モノクロの景色                      | POCE-6903                                                                  | 17           | |
| 9th          | 2005年3月30日               | ココロノナイマチ                    | POCE-6906                                                                  | 20           | 日本テレビ系音楽番組『音楽戦士 MUSIC FIGHTER』4月度オープニングテーマ                                                                                 |
| 10th         | 2005年6月8日                | 雨のオーケストラ                    | POCE-6907                                                                  | 20           | |
| 11th         | 2005年10月19日              | 最終列車                            | UPCI-5020                                                                  | 12           | テレビ東京系音楽番組『LIVE BANG!』10月度オープニングテーマ                                                                                            |
| 12th         | 2006年2月15日               | ガーベラ                            | UPCI-9506:限定盤 UPCI-5024:通常盤                                          | 17           | テレビ東京系音楽番組『LIVE BANG!』2月度オープニングテーマ                                                                                             |
| 13th         | 2006年5月24日               | 流星                                | UPCI-9507:限定盤 UPCI-5030:通常盤                                          | 14           | テレビ東京系音楽番組『JAPAN COUNTDOWN』6月度オープニングテーマ                                                                                        |
| 14th         | 2006年8月23日               | 謡声（ウタゴエ）                    | UPCI-9508:限定盤 UPCI-5033 :通常盤                                         | 7            | TBS系『COUNT DOWN TV』8月度オープニングテーマ |
| 15th         | 2006年11月8日               | ホリゾント                          | UPCI-9310 :限定盤 UPCI-5041:通常盤                                         | 14           | 日本テレビ系バラエティ番組『ミラクル☆シェイプ』11月度エンディングテーマ                                                                               |
| 16th         | 2007年3月21日               | リブラ                              | UPCI-9513:限定盤 UPCI-5047:通常盤                                          | 22           | |
| 17th         | 2007年5月2日                | フライト                            | UPCI-9514:限定盤 UPCI-5048:通常盤                                          | 14           | |
| 18th         | 2007年10月31日              | ファズ                              | UPCI-9518:限定盤 UPCI-5056:通常盤                                          | 14           | 映画『クローバーフィールド/HAKAISHA』挿入歌 c/w「チェインリング」テレビアニメ『ZOMBIE-LOAN』エンディングテーマ                                        |
| 19th         | 2008年8月27日               | アゲハ                              | UPCI-9526:初回限定盤 UPCI-5066:通常盤                                      | 15           | |
| 20th         | 2009年1月28日               | 空と糸                              | UPCI-9532:初回限定盤 UPCI-5073:通常盤                                      | 8            | TBSテレビ系バラエティ番組『さまぁ〜ず式』2・3月度エンディングテーマ                                                                                   |
| インディーズ |                             |                                     |                                                                            |              | |
| 21st         | 2009年11月25日              | フリージア                          | MSHN-005:初回限定盤 MSHN-006:通常盤                                        | 17           | TBS系お笑い番組『あらびき団』10・11月度エンディングテーマ                                                                                             |
| 22nd         | 2009年12月25日              | ジオラマ                            | MSHN-007                                                                   |              | 配信限定シングル |
| 23rd         | 2010年6月9日                | 約束                                | MSHN-008/9:初回限定盤 MSHN-010:通常盤 MSHN-011:アニメ盤                    | 8            | テレビアニメ『閃光のナイトレイド』オープニングテーマ                                                                                                  |
| 24th         | 2010年9月22日               | フォーリングダウン                  | MSHN-012 :初回限定盤 MSHN-013:通常盤                                       | 12           | フジテレビ系音楽番組『HEY!HEY!HEY! MUSIC CHAMP』10・11月度エンディングテーマ                                                                          |
| 25th         | 2011年5月21日               | 暁                                  | MSHN-021                                                                   |              | 2011年5月21日、22日に行われた日本武道館でのライブにおける限定販売シングル。                                                                           |
| メジャー     |                             |                                     |                                                                            |              | |
| 26th         | 2011年11月23日              | アルカディア featuring DAISHI DANCE | AICL-2324/5:初回生産限定盤 AICL-2326:通常盤                                | 28           | |
| 27th         | 2012年3月7日                | ニルヴァーナ                        | AICL-2356/7:初回生産限定盤 AICL-2358:通常盤 AICL-2359:期間生産限定盤       | 13           | テレビアニメ『妖狐×僕SS』オープニングテーマ |
| 28th         | 2012年10月31日              | MOTHER                              | AICL-2454/5:初回生産限定盤 AICL-2456:通常盤初回プレス AICL-2456:通常盤     | 21           | テレビ東京系アニメ『NARUTO -ナルト- 疾風伝』エンディングテーマ                                                                                        |
| 29th         | 2013年9月25日               | HALO                                | AICL-2581/2:初回生産限定盤 AICL-2583:通常盤                                | 14           | c/w「狂乱狂唱 RMX fot 不安の種」…映画『不安の種』主題歌                                                                                               |
| 30th         | 2013年10月30日              | World's End                         | AICL-2606/7:初回生産限定盤 AICL-2608:通常盤 AICL-2609:期間生産限定盤       | 15           | テレビアニメ『メガネブ!』オープニングテーマ |
| 31st         | 2014年5月28日               | ENDER ENDER                         | AICL-2680/1:初回生産限定盤 AICL-2682:通常盤                                | 16           | テレビ朝日系音楽番組『BREAK OUT』5月度オープニングテーマ                                                                                              |
| 32nd         | 2014年9月10日               | 故に、摩天楼                        | AICL-2724/5:初回生産限定盤 AICL-2726:初回仕様限定盤                        | 17           | テレビアニメ『金田一少年の事件簿R』オープニングテーマ                                                                                                 |
| 33rd         | 2015年12月24日              | ブリリアント ワールド               |                                                                            |              | 配信限定シングル |
| 34th         | 2016年6月15日               | ハイデ                              | AICL-3122/3:初回生産限定盤 AICL-3124:通常盤                                | 14           | |
| 35th         | 2016年9月14日               | CLASSIC                             | AICL-3154/5:初回生産限定盤 AICL-3156:通常盤 AICL-3157:期間生産限定盤       | 15           | テレビアニメ『七つの大罪 聖戦の予兆』オープニングテーマ                                                                                               |
| インディーズ |                             |                                     |                                                                            |              | |
| 36th         | 2017年5月4日                | 家路                                | MSHN-026                                                                   |              | 20周年記念ライブ「家路〜Happy Birthday to MUCC〜」及び、「MUCC 20TH-21ST ANNIVERSARY 飛翔への脈拍〜そして伝説へ」会場限定販売シングル。               |
| 37th         | 2018年7月25日               | 時限爆弾                            | MSHN-047/8:初回限定盤 MSHN-049:通常盤                                      | 15           | |
| 38th         | 2019年7月26日               | アメリア                            | MSHN-062                                                                   |              | MUCC BIRTHDAY CIRCUIT 2019「40」2019年7月26日（金）＜ミヤ day＞～COMMUNE Feat.EN Miya40TH SPECIAL～ 会場限定販売シングル。                            |
| 39th         | 2019年8月12日               | My WORLD                            | MSHN-063                                                                   |              | MUCC BIRTHDAY CIRCUIT 2019「40」2019年8月12日（月）＜SATOち day＞～じゃっくいんざぼっくす -さとちのおたんじょうかい-～ 会場限定販売シングル。         |
| 40th         | 2019年8月21日               | taboo                               | MSHN-064                                                                   |              | MUCC BIRTHDAY CIRCUIT 2019「40」2019年8月21日（水）＜逹瑯 day＞～Happy Birthday to 逹瑯 -君とムックとあの人とあの人とあの人-～ 会場限定販売シングル。 |
| 41st         | 2019年11月5日               | 例えば僕が居なかったら              | MSHN-066                                                                   |              | MUCC BIRTHDAY CIRCUIT 2019「40」2019年11月5日（火）＜YUKKE day＞～YUKKE限定 LASTGIGS -孤独の40歳児、今日だけは許して下さい-～ 会場限定販売シングル。  |
| -            | 2020年6月9日                | 娼婦2020                            | MSHN-081                                                                   |              | 通信販売限定受注生産限定シングル |
| 42nd         | 2021年11月5日               | GONER/WORLD                         | MSHN-116/7:初回限定盤 MSHN-118:通常盤                                      | 19           | |
| 43rd         | 2022年10月9日               | 空 -ku-                             | MSHN-166                                                                   |              | 「MUCC 25th Anniversary TOUR 「Timeless」〜是空・朽木の灯〜」会場限定販売シングル。                                                                   |
| 44th         | 2023年3月4日                | 想 -so-/耀 -yo-                     | MSHN-175                                                                   |              | 「MUCC 25th Anniversary TOUR 「Timeless」〜鵬翼・極彩〜」会場限定販売シングル。                                                                       |
| 45th         | 2023年6月9日                | 99                                  | MSHN-176                                                                   |              | 「MUCC 25th Anniversary TOUR 「Timeless」〜志恩・球体〜」会場限定販売シングル。                                                                       |
| 46th         | 2023年10月1日               | サイレン                            | MSHN-177                                                                   |              | 「MUCC 25th Anniversary TOUR 「Timeless」〜カルマ・シャングリラ〜」会場限定販売シングル。                                                             |
| メジャー     |                             |                                     |                                                                            |              | |
| 47th         | 2024年6月4日                | 愛の唄                              | TKCA-75215:初回限定盤 TKCA-75216:通常盤 TKZA-10035:CROWN TOKUMA SHOP限定盤 |              | CROWN TOKUMA SHOP限定盤は特別ヴァージョン8cmCDにボイスアラーム時計が付属。                                                                            |

### オリジナル・アルバム
|      | 発売日                                     | タイトル                     | 規格品番 | 備考                                                              |
| ---- | ------------------------------------------ | ---------------------------- | --- | ----------------------------------------------------------------- |
| 1st  | 2001年1月7日 2001年6月17日 2002年6月10日   | 痛絶                         | MSNA-022 PRCMC-01100:初回限定盤 MSNB-022:痛絶 ～印象違～ MSNC-022:通常盤                                           |                                                                   |
| 2nd  | 2002年9月6日 2002年10月18日 2004年08月17日 | 葬ラ謳                       | MSHN-003A:初回盤 DCCQ-3 MSHN-003B:通常盤 MSHN-003C:限定盤                                                          |                                                                   |
| 3rd  | 2003年9月3日                               | 是空                         | POCE-9690:初回限定盤 POCE-6901:通常盤初回プレス POCE-6901:通常盤                                                   | オリコン週間アルバムチャート初登場17位                            |
| 4th  | 2004年9月1日                               | 朽木の灯                     | POCE-9691:初回限定盤 POCE-6904:通常盤                                                                              | オリコン週間アルバムチャート初登場19位                            |
| 5th  | 2005年11月23日                             | 鵬翼                         | UPCI-9007:SPECIAL EDITION DVD付き初回限定盤 UPCI-1039:通常盤 UPCI-9008:BONUS CD付き初回限定盤                      | オリコン週間アルバムチャート初登場22位                            |
| 6th  | 2006年4月26日                              | 6                            | UPCI-1044:初回盤 UPCI-1044:通常盤                                                                                  | オリコン週間アルバムチャート初登場29位 日欧同時発売特別アルバム。 |
| 7th  | 2006年12月6日                              | 極彩                         | UPCI-9011:初回限定盤A UPCI-9012:初回限定盤B UPCI-9013/4:通常盤初回プレス UPCI-1055:通常盤                          | オリコン週間アルバムチャート初登場22位                            |
| 8th  | 2008年3月26日                              | 志恩                         | UPCI-1082 | オリコン週間アルバムチャート初登場13位                            |
| 9th  | 2009年3月4日                               | 球体                         | UPCI-9030:初回限定盤A UPCI-9031:初回限定盤B UPCI-1091:通常盤                                                       | オリコン週間アルバムチャート初登場12位                            |
| 10th | 2010年10月6日                              | カルマ                       | MSHN-14/5:初回生産限定盤 MSHN-16:通常盤                                                                            | オリコン週間アルバムチャート初登場11位                            |
| 11th | 2012年11月28日                             | シャングリラ                 | AICL-2484/5:完全生産限定盤 AICL-2486/7:初回生産限定盤 AICL-2488:通常盤                                             | オリコン週間アルバムチャート初登場18位                            |
| 12th | 2014年6月25日                              | THE END OF THE WORLD         | AICL-2683/4:初回生産限定盤 AICL-2685:通常盤                                                                        | オリコン週間アルバムチャート初登場13位                            |
| 13th | 2017年1月25日                              | 脈拍                         | AICL-3266/8:初回生産限定盤A AICL-3269/70:初回生産限定盤B AICL-3271:通常盤 AIJL-5324/5:完全生産限定/アナログ盤      | オリコン週間アルバムチャート初登場17位                            |
| 14th | 2019年2月13日                              | 壊れたピアノとリビングデッド | MSHN-056:朱ゥノ吐VIP会員限定受注生産盤 MSHN-057:通常盤 MSHN-058:カセット MU01-GAMU156-MU001:海外限定アナログ盤     | オリコン週間アルバムチャート初登場16位                            |
| 15th | 2020年6月10日                              | 惡                           | MSHN-076:朱ゥノ吐VIP会員限定受注生産盤 MSHN-077/8:初回生産限定盤 MSHN-079:通常盤 MSHN-167/8:アナログ盤             | オリコン週間アルバムチャート初登場6位                             |
| 16th | 2022年6月9日                               | 新世界                       | MSHN-159/60:特別書籍特装盤（朱ゥノ吐＋会員限定生産盤） MSHN-161/2:初回限定盤 MSHN-163:通常盤 MSHN-164/5:アナログ盤 | オリコン週間アルバムチャート初登場9位                             |
| 17th | 2025年4月2日                               | 1997                         | TKCA-75270:初回限定盤 TKCA-75271:通常盤                                                                            |                                                                   |

### ミニ・アルバム
|     | 発売日                      | タイトル                          | 規格品番                                                             | 備考                                                                              |
| --- | --------------------------- | --------------------------------- | -------------------------------------------------------------------- | --------------------------------------------------------------------------------- |
| 1st | 1999年12月25日 2000年6月9日 | アンティーク                      | MSNA-015:1stプレス盤 MSNB-015:2ndプレス盤                            |                                                                                   |
| 2nd | 2001年12月25日              | 哀愁                              | MSNA-27                                                              |                                                                                   |
| 3rd | 2015年6月24日               | T.R.E.N.D.Y. -Paradise from 1997- | AICL-2894/5:初回生産限定盤 AICL-2896:通常盤                          | オリコン週間アルバムチャート初登場17位                                            |
| 4th | 2022年12月21日              | 新世界 別巻                       | MSHN-169/70:特別書籍特装盤 MSHN-171/2:初回生産限定盤 MSHN-173:通常盤 | オリコンデイリーアルバムチャート初登場21位 オリコン週間アルバムチャート初登場37位 |

### ベスト・アルバム
|     | 発売日        | タイトル                | 規格品番 | 備考                                                           |
| --- | ------------- | ----------------------- | --- | -------------------------------------------------------------- |
| 1st | 2007年6月6日  | BEST OF MUCC            | UPCI-9020/1:初回限定盤 UPCI-1064:通常盤                                                                                    | オリコン週間アルバムチャート初登場24位                         |
| 2nd | 2007年6月6日  | WORST OF MUCC           | UPCI-1065 | オリコン週間アルバムチャート初登場25位                         |
| 3rd | 2009年8月12日 | カップリング・ベスト    | UPCI-1093 | オリコン週間アルバムチャート初登場29位                         |
| 4th | 2009年8月19日 | カップリング・ワースト  | POCS-1028 | オリコン週間アルバムチャート初登場32位 インディーズチャート3位 |
| 5th | 2017年3月29日 | BEST OF MUCC II         | AICL-3311/2 | オリコン週間アルバムチャート最高順位22位                       |
| 6th | 2017年3月29日 | カップリング・ベスト II | AICL-3313 | オリコン週間アルバムチャート最高順位23位                       |
| 7th | 2021年4月21日 | 明星                    | MSHN-090/1:朱ゥノ吐VIP会員限定生産盤 MSHN-092/3:初回限定盤（特典DVD） MSHN-094/5:初回限定盤（特典Blu-ray） MSHN-096:通常盤 | オリコン週間アルバムチャート最高順位11位                       |

### コンピレーション・アルバム
| 発売日         | タイトル           | 規格品番                                                           | 備考                                   |
| -------------- | ------------------ | ------------------------------------------------------------------ | -------------------------------------- |
| 2006年6月6日   | COVER PARADE mini  | BMC-1002                                                           | 非売品                                 |
| 2006年6月6日   | COVER PARADE       | BMC-1003                                                           | 非売品                                 |
| 2012年8月22日  | 哀愁のアンティーク | MSHN-25                                                            | オリコン週間アルバムチャート初登場69位 |
| 2023年12月28日 | Timeless           | MSHN-178/80:特別特装盤（朱ゥノ吐＋会員限定生産盤） MSHN-181:通常盤 | オリコン週間アルバムチャート初登場11位 |

### セルフカバー・アルバム
|     | 発売日        | タイトル                               | 規格品番                                                           | 備考 |
| --- | ------------- | -------------------------------------- | ------------------------------------------------------------------ | --- |
| 1st | 2017年8月9日  | 新痛絶                                 | MSHN-027/8:会場限定盤 MSHN-031/2:完全限定生産盤 MSHN-033/4:通常盤  | 2017年夏小箱ツアー「哀愁とアンティークと痛みも葬るツアー」会場にて、限定盤を先行販売。 アルバム『痛絶』の全曲再録音源と元の音源のリマスタリングを収録。 オリコン週間アルバムチャート初登場28位 |
| 2nd | 2017年8月9日  | 新葬ラ謳                               | MSHN-029/30:会場限定盤 MSHN-035/6:完全限定生産盤 MSHN-037/8:通常盤 | 2017年夏小箱ツアー「哀愁とアンティークと痛みも葬るツアー」会場にて、限定盤を先行販売。 アルバム『葬ラ謳』全曲再録音源と元の音源のリマスタリングを収録。 オリコン週間アルバムチャート初登場29位 |
| 3rd | 2017年9月13日 | 殺シノ調べII This is NOT Greatest Hits | MSHN-041/2:初回限定盤 MSHN-043:通常盤                              | オリコン週間アルバムチャート初登場14位 |

### トリビュート・アルバム
| 発売日         | タイトル                 | 規格品番   | 備考 |
| -------------- | ------------------------ | ---------- | --- |
| 2017年11月22日 | TRIBUTE OF MUCC -縁[en]- | MSHN-044/5 | 2枚組。ジャケットのデザインはhydeが手掛けた。 DISC1、2ともに1曲ずつボーナストラックが収録された。 オリコン最高15位 |

### 参加作品
| 発売日                      | タイトル                                                         | 規格                      | 規格品番             | 収録曲                           |
| --------------------------- | ---------------------------------------------------------------- | ------------------------- | -------------------- | -------------------------------- |
| 1999年8月25日               | HOT INDIES BEST SELECTION Vol.1                                  | CD                        | DFR-0003             | クランケ                         |
| 2000年7月16日               | NON STANDARD FILE〜@6Sight〜                                     | CD                        | DAKAPCRD-1           | 九日 〜四畳半Ver.〜 黒煙         |
| 2001年9月29日               | Shock Edge 2001                                                  | CD                        | SWCD-2001            | スイミン                         |
| 2003年12月24日              | BOØWY Respect                                                    | CD                        | FLCF-3994            | 季節が君だけを変える             |
| 2007年1月24日               | ロックNIPPON 東海林のり子セレクション                            | CD                        | UICZ-8019            | 路地裏 僕と君へ                  |
| 2007年12月19日              | LUNA SEA MEMORIAL COVER ALBUM -Re:birth-                         | CD                        | AVCD-23430           | Dejavu                           |
| 2008年3月28日               | デトロイト・メタル・シティ トリビュートアルバム〜生贄メタルMIX〜 | CD                        | DFCL-1456            | フライト Best Hold It Ver.       |
| 2009年12月9日               | THIS IS FOR YOU〜THE YELLOW MONKEY TRIBUTE ALBUM                 | CD                        | BVCL-50              | 追憶のマーメイド                 |
| 2012年7月4日                | PARADE II 〜RESPECTIVE TRACKS OF BUCK-TICK〜                     | CD                        | TKCA-73785           | JUPITER                          |
| 2013年2月20日               | BUCK-TICK FEST 2012 ON PARADE                                    | DVD Blu-ray               | TKBA-1165 KXA-1002   | JUPITER                          |
| 2014年11月26日              | NARUTO SUPER SOUNDS                                              | CD                        | SVWC-70019           | MOTHER                           |
| 2017年9月6日                | Plastic Tree Tribute〜Transparent Branches〜                     | CD                        | VICL-64840           | 3月5日。                         |
| 2017年9月13日               | D’ERLANGER TRIBUTE ALBUM 〜Stairway to Heaven〜                  | CD                        | WPCL-12767           | CRAZY4YOU                        |
| 2017年9月16日               | 氣志團万博2017                                                   | CD                        | AVCD-93741/3         | ニルヴァーナ                     |
| 2019年12月18日              | ROTTENGRAFFTY Tribute Album 〜MOUSE TRAP〜                       | 通常盤CD 完全生産限定盤CD | VICL-65290 VIZL-1684 | かくれんぼ feat. DJ Santa Monica |
| 2020年5月13日 2020年8月19日 | GRANRODEO Tribute Album "RODEO FREAK"                            | 配信限定 CD               | LACA-15824           | メズマライズ                     |
| 2021年4月16日               | 茨城大爆発                                                       | CD                        | KURO64-06            | 落陽                             |

### 書籍
| 発売日         | タイトル                                                                   |
| -------------- | -------------------------------------------------------------------------- |
| 2005年2月18日  | kRayzi yeaR(s)                                                             |
| 2005年3月29日  | 少年M                                                                      |
| 2008年11月7日  | バンド・スコア ムック「WORST OF MUCC」                                     |
| 2008年11月7日  | バンド・スコア ムック「BEST OF MUCC」                                      |
| 2017年7月19日  | M                                                                          |
| 2018年6月29日  | MUCC SPECIAL ARTIST BOOK                                                   |
| 2023年12月28日 | MUCCアニバーサリーブック 結成25周年記念スペシャルエディション「MUCC 不朽」 |

## タイアップ一覧
| 使用年 | 曲名                                | タイアップ                                                                                                |
| ------ | ----------------------------------- | --- |
| 2004年 | モノクロの景色                      | 日本テレビ系『AX MUSIC-TV』AX POWER PLAY#058テーマソング                                                  |
| 2005年 | ココロノナイマチ                    | 日本テレビ系『音楽戦士 MUSIC FIGHTER』2005年4月度エンディングテーマ                                       |
| 2005年 | 最終列車                            | テレビ東京系『LIVE BANG!』2005年10月度エンディングテーマ                                                  |
| 2006年 | ガーベラ                            | テレビ東京系『LIVE BANG!』2006年2月度エンディングテーマ                                                   |
| 2006年 | 流星                                | テレビ東京系『JAPAN COUNTDOWN』2006年6月度エンディングテーマ                                              |
| 2006年 | 謡声（ウタゴエ）                    | TBS系『COUNT DOWN TV』2006年8月度オープニングテーマ                                                       |
| 2006年 | ホリゾント                          | 日本テレビ系『ミラクル☆シェイプ』2006年11月度エンディングテーマ                                           |
| 2007年 | チェインリング                      | テレビ朝日系アニメ『ZOMBIE-LOAN』エンディングテーマ                                                       |
| 2008年 | ファズ                              | 映画『クローバーフィールド/HAKAISHA』挿入歌                                                               |
| 2009年 | 空と糸                              | TBS系『さまぁ〜ず式』2・3月度エンディングテーマ                                                           |
| 2009年 | フリージア                          | TBS系『あらびき団』10・11月度エンディングテーマ                                                           |
| 2010年 | 約束                                | テレビ東京系アニメ『閃光のナイトレイド』オープニングテーマ                                                |
| 2010年 | フォーリングダウン                  | フジテレビ系『HEY!HEY!HEY! MUSIC CHAMP』10・11月度エンディングテーマ                                      |
| 2010年 | フォーリングダウン                  | 第一興商「DAM★うた」CMソング                                                                              |
| 2011年 | フォーリングダウン                  | テレビ東京系『Vの流儀』2011年4月度オープニングテーマ                                                      |
| 2011年 | アルカディア featuring DAISHI DANCE | 日本テレビ系MIDNITEテレビシリーズ『CHUCK/チャック ファースト・シーズン』エンディングテーマ                |
| 2011年 | アルカディア featuring DAISHI DANCE | テレビ東京系『Vの流儀』2011年11月度オープニングテーマ                                                     |
| 2012年 | ニルヴァーナ                        | 毎日放送・TBS系アニメ『妖狐×僕SS』オープニングテーマ                                                      |
| 2012年 | ニルヴァーナ                        | テレビ東京系『Vの流儀』2012年3月度エンディングテーマ                                                      |
| 2012年 | ブレア・ラビット                    | PlayStation Vita用ゲーム『地球防衛軍3 ポータブル』実写映像『地球防衛軍3 ポータブル THE COMMERCIAL』挿入歌 |
| 2012年 | MOTHER                              | テレビ東京系アニメ『NARUTO -ナルト- 疾風伝』エンディングテーマ（第282話 - 第295話）                       |
| 2012年 | MOTHER                              | テレビ東京系『ロック兄弟』2012年11月度エンディングテーマ                                                  |
| 2012年 | G.G.                                | ブロードメディア・スタジオ配給映画『ウーマン・イン・ブラック 亡霊の館』日本版イメージソング               |
| 2013年 | 狂乱狂唱 RMX for 不安の種           | 映画『不安の種』主題歌                                                                                    |
| 2013年 | HALO                                | TBS系『COUNT DOWN TV』2013年9月度オープニングテーマ                                                       |
| 2013年 | World's End                         | UHFアニメ『メガネブ!』オープニングテーマ                                                                  |
| 2014年 | ENDER ENDER                         | テレビ朝日系『BREAK OUT』2014年5月度オープニング・トラック                                                |
| 2014年 | 故に、摩天楼                        | 読売テレビ・日本テレビ系アニメ『金田一少年の事件簿R』オープニングテーマ（第15話 - 第25話）                |
| 2016年 | CLASSIC                             | 毎日放送・TBS系アニメ『七つの大罪 聖戦の予兆』オープニングテーマ                                          |
| 2020年 | 惡-JUSTICE-                         | テレビ愛知『黒ちゃんねる』6月度エンディングテーマ                                                         |

## ミュージックビデオ
| 公開日 | 公開日   | 曲名                                                                         | 監督                                  |
| ------ | -------- | ---------------------------------------------------------------------------- | ------------------------------------- |
| 2002年 | ／       | 絶望                                                                         | 福敏和                                |
| 2003年 | ／       | 我、在ルベキ場所                                                             | モリ★カツ(モリ卍カツ・モリ○カツ)      |
| 2003年 | ／       | 9月3日の刻印                                                                 | モリ★カツ(モリ卍カツ・モリ○カツ)      |
| 2004年 | ／       | 路地裏、僕と君へ                                                             | モリ★カツ(モリ卍カツ・モリ○カツ)      |
| 2004年 | ／       | モノクロの景色                                                               | モリ★カツ(モリ卍カツ・モリ○カツ)      |
| 2005年 | ／       | ココロノナイマチ                                                             | セキ★リュウジ                         |
| 2005年 | ／       | 雨のオーケストラ                                                             | セキ★リュウジ                         |
| 2005年 | ／       | 最終列車                                                                     | セキ★リュウジ                         |
| 2006年 | 2月15日  | ガーベラ                                                                     | セキ★リュウジ                         |
| 2006年 | ／       | 流星                                                                         | 杉江良 & 野田智雄                     |
| 2006年 | ／       | 謡声（ウタゴエ）                                                             | 野田智雄                              |
| 2006年 | ／       | ホリゾント                                                                   | スミス                                |
| 2007年 | ／       | リブラ                                                                       | 野田智雄                              |
| 2007年 | ／       | フライト                                                                     | 後藤信吾                              |
| 2007年 | ／       | ファズ                                                                       | 野田智雄                              |
| 2008年 | ／       | アゲハ                                                                       | 野田智雄                              |
| 2009年 | ／       | 空と糸                                                                       | 近藤廣行                              |
| 2009年 | 11月25日 | フリージア                                                                   | 小嶋貴之                              |
| 2010年 | 5月17日  | 約束                                                                         | 小嶋貴之                              |
| 2010年 | 9月16日  | フォーリングダウン                                                           | 深津昌和                              |
| 2011年 | 11月23日 | アルカディア featuring DAISHI DANCE                                          | 中根浩（ELECROTNIK）                  |
| 2012年 | 3月7日   | ニルヴァーナ                                                                 | 川村ケンスケ                          |
| 2012年 | 10月9日  | MOTHER                                                                       | 須藤カンジ                            |
| 2012年 | 11月30日 | G.G.                                                                         | 柿本ケンサク                          |
| 2013年 | 8月23日  | HALO                                                                         | 田辺秀伸                              |
| 2013年 | 10月5日  | World's End                                                                  | 田辺秀伸                              |
| 2014年 | 6月23日  | ENDER ENDER 『ENDER ENDER』MUSIC VIDEO(feat.ムック and ガチャピン LIVE ver.) | スズキダイシン 後藤信吾               |
| 2014年 | 8月20日  | 故に、摩天楼                                                                 | 喜田夏記                              |
| 2015年 | 6月25日  | 睡蓮                                                                         | 掛川康典                              |
| 2016年 | 6月25日  | ハイデ                                                                       | 大久保拓朗                            |
| 2016年 | 9月4日   | CLASSIC                                                                      | スズキダイシン                        |
| 2018年 | 9月13日  | 生と死と君                                                                   | 不明                                  |
| 2018年 | 10月30日 | TIMER                                                                        | Kei Kamachi (RFA digital brains Inc.) |
| 2019年 | 5月24日  | サイコ                                                                       | 不明                                  |
| 2020年 | 4月27日  | 惡 -JUSTICE-                                                                 | 野田智雄                              |
| 2020年 | 12月27日 | 明星                                                                         | 不明                                  |
| 2021年 | 11月5日  | GONER/WORLD                                                                  | モリ★カツ(モリ卍カツ・モリ○カツ)      |
| 2022年 | 5月27日  | 星に願いを                                                                   | 不明                                  |
| 2022年 | 6月9日   | 新世界                                                                       | 不明                                  |
| 2022年 | 6月9日   | 懺把乱                                                                       | 不明                                  |
| 2022年 | 6月9日   | パーフェクトサークル                                                         | 不明                                  |
| 2022年 | 6月9日   | HACK                                                                         | 不明                                  |
| 2022年 | 6月9日   | NEED                                                                         | 不明                                  |
| 2022年 | 6月9日   | 未来                                                                         | 横田和樹                              |
| 2022年 | 6月9日   | R&R darling                                                                  | 不明                                  |
| 2022年 | 6月9日   | COLOR                                                                        | 不明                                  |
| 2022年 | 6月9日   | Paralysis                                                                    | 不明                                  |
| 2022年 | 6月9日   | いきとし                                                                     | 不明                                  |
| 2022年 | 8月13日  | 零                                                                           | 不明                                  |
| 2022年 | 11月19日 | 空 -ku- (Mixed by Miya)                                                      | 不明                                  |
| 2023年 | 2月26日  | 耀 -yo-                                                                      | 不明                                  |
| 2023年 | 4月6日   | 想 -so-                                                                      | 不明                                  |
| 2023年 | 6月9日   | 99                                                                           | 不明                                  |
| 2023年 | 10月1日  | サイレン                                                                     | 不明                                  |
| 2023年 | 11月26日 | Timeless                                                                     | 不明                                  |

### アルバム・シングルトレーラー
| 公開日 | 公開日   | アルバム・シングル名         |
| ------ | -------- | ---------------------------- |
| 2012年 | 11月28日 | シャングリラ                 |
| 2014年 | 6月9日   | THE END OF THE WORLD         |
| 2017年 | 11月3日  | TRIBUTE OF MUCC -縁 [en]-    |
| 2019年 | 1月30日  | 壊れたピアノとリビングデッド |
| 2020年 | 5月11日  | 惡                           |
| 2021年 | 3月29日  | 明星                         |
| 2021年 | 11月3日  | GONER/WORLD                  |
| 2022年 | 6月3日   | 新世界                       |
| 2022年 | 12月8日  | 新世界 別巻                  |

## 主なライブ

### 結成-2007
- 1999年 - 1st tour 『心霊体験バスツアーVol.1』
- 1999年 - 2000年 - ツアー1999〜2000 『見せ物アンティーク』
- 2000年 - MUCC全国ツアー2000夏『鬼畜の仕掛け細工』
- 2001年 - ツアー『激痛』
- 2001年 - 2001年夏のツアー『恋花火狂い咲き99夏』
- 2002年 - ムック2002冬ツアー『題1.哀愁の黄色いハンカチ』『題2.情熱の赤い手袋』
- 2002年 - TOUR『焔ウタ』
- 2003年 - TOUR 『ムック 梅雨のツアー 〜在るべき場所〜』
- 2003年 - ムック 弐千参年 夏ノツアー 日本列島混沌平成心ノ中
- 2004年 - 首都圏集中収監10デイズ
- 2004年 - 『えん2』ムック主催イベント
- 2004年 - 2004年春、遺恨整奏
- 2004年 - 二〇〇四年秋ツアー『騒乱秋興』
- 2005年 - 2005春のツアー『ココロ失キ朝焼ケ』
- 2005年 - 2005 MUCC in EUROドイツ＆パリ単独公演
- 2005年 - ムック2005 秋ツアー『図南の鵬翼』
- 2006年 - 『図南の鵬翼』追加公演 鵬翼DVDシューティングツアー
- 2006年 - MUCC in EURO 2006
- 2006年 - WORLD TOUR EXTRA
- 2006年 - シックスナインデイズ『関西シックスデイズ』『関東ナインデイズ』
- 2006年〜2007年 - ムック06-07ツアー『サイケデリックアナライシス』
- 2007年 - MUCC WORLD TOUR 2007『MUCC in EURO 2007』
- 2007年 - MUCC 10th Anniversary WEEKLY LIVE 『HISTORY OF MUCK』

### 2008-2012
- 2008年 - Taste of Chaos 2008 『NORTH AMERICAN TOUR』
- 2008年 - ムック2008"REBORN"春のツアー Rainy Rave
- 2008年 - ROCKSTAR Energy Drink Presents 『ROCKSTAR Taste of Chaos』in EURO
- 2008年 - ROCKSTAR Energy Drink Presents 『ROCKSTAR Taste of Chaos』in JAPAN
- 2009年 - MUCC JAPAN TOUR 2009『球体』
- 2009年 - ムック夏の文化祭『朱音祭』
- 2009年 - WORLD CIRCUIT 2009 -Solid Sphere-『MUCC in EURO 2009 -Solid Sphere-』『MUCC in South America 2009 -Solid Sphere-』
- 2010年 - WINTER CIRCUIT 2010
- 2010年 - 『えん6』ムック主催イベント
- 2010年 - MUCC Tour 2010 "Chemical Parade"
- 2010年12月29日 - COUNTDOWN JAPAN 10/11
- 2011年 - "Chemical Parade" in EURO
- 2011年 - "Chemical Parade" in Asia
- 2011年08月07日 - ROCK IN JAPAN FESTIVAL 2011
- 2011年08月14日 - SUMMER SONIC 2011
- 2012年02月25日 - DEVILOCK NIGHT THE FINAL～Thank you and Good bye～
- 2012年03月17日〜03月23日 - 東名阪「地下室」ツアー
- 2012年06月09日 - 幕張メッセ国際展示場ホール1〜3『-MUCC 15th Anniversary year Live-「MUCC vs ムック vs MUCC」』
- 2012年08月04日 - ROCK IN JAPAN FESTIVAL 2012
- 2012年09月08日〜25日 - -MUCC 15th Anniversary year Live(s) - 「97-12」
- 2012年12月01日〜09日 - MUCC Tour 2012 “Shangri-La”
- 2012年12月21日・22日 - MUCC 15th Anniversary year- 「朱ゥノ吐」プレミアムイベント『聖なる渋谷で赤青えんぴ2Days』

### 2013-2014
- 2013年02月01日〜03月31日 - MUCC Tour 2013 “Shangri-La”
- 2013年06月07日 - MUCC TOUR 2013 "Shangri-La" ウラファイナル
- 2013年10月12日〜12月08日 - MUCC 2DAYS CIRCUIT 2013 "Hypnos & Thanatos"
- 2013年12月22日 - MUCC 2DAYS CIRCUIT 2013 FINAL "Hypnos & Thanatos Z -神と神ドーンΣ(゜Д゜)-"
- 2013年12月29日 - COUNTDOWN JAPAN 13/14
- 2014年01月26日 - DEADPOP FESTiVAL 2014
- 2014年03月8日 - ROTTENGRAFFTY “Walk” TOUR 2013-2014 FINAL SERIES
- 2014年 - SIX NINE WARS -ぼくらの七ヶ月間戦争-
  - 3月6日〜30日 - Episode 1. 「ムッP LIVES」
  - 4月4日〜29日 - Episode 2. 「VS」
  - 5月1日〜25日 - Episode 3. 「Thanatos & Thanatos」
  - 6月4日〜29日 - Episode 4. 「TRIANGLE」
  - 7月6日〜29日 - Episode 5. 「THE END OF THE WORLD」
  - 8月6日〜28日 - Episode 6. 「ARMAGEDDON」
  - 9月23日- Final Episode 「THE END」
- 2014年10月25日 - HALLOWEEN PARTY 2014
- 2014年11月06日 - THE END OF THE WORLD 【R】
- 2014年11月18日 - FLOW THE PARTY 2014
- 2014年11月24日 - SKULLSHIT presents SKULLMANIA vol.9
- 2014年12月06日 - Fear,and Loathing in Las Vegas「"PHASE 2" Release Tour FINAL SERIES」
- 2014年12月21日 - THE ROOT 80′s Japanese Metal 〜Visual Rock - Final Session

### 2015
- 01月25日 - ニッポン放送 LIVE EXPO TOKYO 2015 ミュ〜コミ+プラスプレゼンツ アニメ紅白歌合戦 Vol.4
- 04月02日 - 07月18日 - "F#CK THE PAST F#CK THE FUTURE"
  - MUCC TOUR 2015 “F#CK THE PAST F#CK THE FUTURE” (04月02日～04月28日)
  - MUCC EUROPE TOUR 2015 “F#CK THE PAST F#CK THE FUTURE” in JAPAN (05月10日)
  - MUCC EUROPE TOUR 2015 “F#CK THE PAST F#CK THE FUTURE” (05月16日～05月26日)
  - MUCC TOUR 2015 "F#CK THE PAST F#CK THE FUTURE"Final【The Requiem, Endless Nightmare, Darkness YHWH,】(07月18日)

- 06月05日 - GRANRODEO 10th ANNIVERSARY FES ROUND GR 2015
- 06月09日・10日 - ムックの日とロットンの日
- 06月28日 - LUNATIC FEST.
- 07月18日 - MUCC「T.R.E.N.D.Y. -Paradise from 1997-」全曲再現SPECIAL FREE LIVE
- 10月23日 - THE BACK HORN「KYO-MEI対バンツアー」～命を叫ぶ夜～
- 12月30日 - COUNTDOWN JAPAN 15/16

### 2016
- 01月23日〜03月27日 - MAVERIC DC presents DOUBLE HEADLINE TOUR 2016「M.A.D」
- 04月21日 - SiM「THE BEAUTiFUL PEOPLE TOUR 2016」
- 05月01日 - Dappe Rock's
- 06月25日〜09月03日 - MUCC TOUR 2016 GO TO 20TH ANNIVERSARY 孵化 -哀ア痛葬是朽鵬6極志球業シ終T-
- 10月08日 - THE ORAL CIGARETTES「唇対バンTOUR 2016～キラーチューン祭り巡業行脚の巻～」
- 10月16日 - VISUAL JAPAN SUMMIT 2016
- 11月06日 - KNOTFEST JAPAN 2016
- 11月12日 - MITO GROOVIN' 2016
- 12月04日 - SKULLSHIT 20th ANNIVERSARY 骸骨祭り
- 12月24日 - ポルノ超特急2016
- 12月27日 - MAVERICK DC GROUP 35th Anniversary JACK IN THE BOX 2016

### 2017
- 02月04日〜4月15日 - MUCC 20TH ANNIVERSARY 97-17 羽化 -是朽鵬6極志球業シ終T脈殺-

- 05月04日 - 家路〜Happy Birthday to MUCC〜
- 05月31日 - THE BACK HORN「KYO-MEI対バンライブ in KAWASAKI Vol.3」
- 06月20日 - MUCC 20TH-21ST ANNIVERSARY 飛翔への脈拍 〜そして伝説へ〜 第I章 97-06 哀ア痛葬是朽鵬6
- 06月21日 - MUCC 20TH-21ST ANNIVERSARY 飛翔への脈拍 〜そして伝説へ〜 第II章 06-17 極志球業シ終T
- 06月30日〜08月22日 - 哀愁とアンティークと痛みも葬るツアー
- 07月02日 - DEAD POP FESTiVAL 2017
- 08月11日 - ROCK IN JAPAN FESTIVAL 2017
- 09月09日〜10月10日 - MUCC 20TH ANNIVERSARY 殺シノ調べ This is NOT Greatest Tour
- 09月17日 - 氣志團万博2017 〜房総与太郎爆音マシマシ、ロックンロールチョモランマ〜
- 09月30日 - フジソニック 2017
- 10月29日 - HALLOWEEN PARTY 2017
- 11月30日〜12月20日 - 『えん7』
- 12月27日 - 20TH ANNIVERSARY MUCC祭「えん7 FINAL」 in 武道館
- 12月29日 - COUNTDOWN JAPAN 17/18
- 12月31日 - MUCC THE END OF 20TH COUNT DOWN FAMILY PARTY -逝く年 狂年 Lightの宴-

### 2018
- 03月31日 - Vans Warped Tour Japan 2018
- 04月28日 - hide 20th memorial SUPER LIVE「SPIRITS」
- 05月21日・22日 - MUCC 2018 ～復活の夜～ The WALL-CRIMEorDESTROY-
- 06月01日〜06月10日 - MUCC 2018 Lock on snipe Tour #1「北海道型収監6days」
- 06月14日〜06月15日 - ROTTENGRAFFTY PLAY ALL AROUND JAPAN TOUR 2018
- 06月24日 - LUNATIC FEST. 2018
- 07月25日〜11月05日 - MUCC 2018 Birthday Circuit
- 08月05日 - ROCK IN JAPAN FESTIVAL 2018
- 09月24日 - RESORT JAM 2018
- 10月03日〜10月08日 - MUCC 2018 Lock on snipe Tour #2「四国型収監4days」
- 10月14日〜10月18日 - MUD FRIENDS 2000~2018
- 12月15日〜12月23日 - MUCC 2018 Lock on snipe Tour #3「北陸型収監6days」
- 12月27日 - MAVERICK DC GROUP PRESENTS JACK IN THE BOX～LAST BUDOKAN～
- 12月29日 - COUNTDOWN JAPAN 18/19

### 2019
- 01月5日 - BARKUP FUKUOKA Presents DREAM × PARADE vol.1
- 01月07日〜1月30日 - 【Is This The "FACT"?】TOUR 2019
- 02月09日 - lynch. presents BLACK BEAUTY BEASTS
- 01月07日〜01月30日 - 壊れたピアノとリビングデッド
- 03月02日、03月03日、03月05日 - ROTTENGRAFFTY 20th Anniversary Beginning of the Story
- 03月07日 - メリー 2MAN TOUR「魑魅魍魎2019」
- 04月20日 - CONNECT歌舞伎町 MUSIC FESTIVAL 2019
- 05月01日〜06月09日 - 壊れたピアノとリビングデッドfeat.殺シノ調ベ
- 05月14日 - Free space ～MUCC DEMO TAPE公開レコーディング 東北・中国 、中部・九州編 & アコースティックライヴ～
- 06月01日 - 百万石音楽祭2019～ミリオンロックフェスティバル～
- 06月15日 - ROACH RELEASE TOUR
- 07月01日〜07月09日 - MUCC 2019 Lock on snipe tour #4『東北型壊れたピアノとリビングデッド収監6days』
- 07月17日〜2020年02月16日 - MUCC 2019 Lock on snipe tour #5『中国型壊れたピアノとリビングデッド収監5days』
- 07月26日 - MUCC BIRTHDAY CIRCUIT 2019「40」～COMMUNE Feat.EN Miya 40th SPECIAL～
- 07月26日 - Miya 40th Birthday After Special えん 7.5 〜I collected only my favorite bands〜
- 08月10日 - ROCK IN JAPAN FESTIVAL 2019
- 08月12日 - MUCC BIRTHDAY CIRCUIT 2019「40」～じゃっくいんざぼっくす -さとちのおたんじょうかい-～
- 08月21日 - MUCC BIRTHDAY CIRCUIT 2019「40」～Happy Birthday to 逹瑯 -君とムックとあの人とあの人とあの人-～
- 08月27日〜09月08日 - MUCC 2019 Lock on snipe tour #6『中部型壊れたピアノとリビングデッド収監6days』
- 09月14日〜09月28日 - MUCC 2019 Lock on snipe tour #7『九州型壊れたピアノとリビングデッド収監9days』
- 10月02日 - Free space ～MUCC DEMO TAPE公開レコーディング 関西編～
- 10月29日 - MUNETAKA Special Halloween Night
- 10月31日 - KEYTALK×Xの方程式 この空に響け2マン・ラプソディー ～実に面白いネ
- 11月05日 - MUCC BIRTHDAY CIRCUIT 2019「40」『MUCC BIRTHDAY CIRCUIT 2019「40」GRAND FINAL』 ～YUKKE限定 LASTGIGS -孤独の40歳児、今日だけは許して下さい-～
- 11月10日〜11月30日 - MUCC 2019 Lock on snipe tour #8『関西型壊れたピアノとリビングデッド収監7days』
- 11月27日 - Live Battle「ライバルズ」
- 12月18日 - mito LIGHT HOUSE 30th anniversary ～SPECIAL 30days～「バトルオブアンバサダー」
- 12月22日 - ポルノ超特急2019
- 12月28日 - MUCC Presents Trigger In The Box supported by MAVERICK DC GROUP
- 12月29日 - COUNTDOWN JAPAN 19/20

### 2020
- 01月10日〜02月09日 - MUCC 2020 Lock on snipe Tour #10『関東型壊れたピアノとリビングデッド収監11days』
- 02月09日 - defspiral CARNAVAL to 10th ANNIV.2MAN LIVE SERIES 「The STARS」
- 2019年07月17日〜2020年02月16日 - MUCC 2019 Lock on snipe tour #5『中国型壊れたピアノとリビングデッド収監5days』
- 02月23日〜02月24日 - 壊れたピアノとリビングデッド収監 Japan Tour GRAND FINAL ～収監始まりの地で大団円～
- 05月04日 - Remote Super Live ～Fight against COVID-19～
- 06月21日 - ～Fight against COVID-19 #2～『惡-THE BROKEN RESUSCITATION』
- 09月20日 - ～Fight against COVID-19 #3～『惡-THE BROKEN RESUSCITATION』
- 11月21日 - FROM THE MOTHERSHIP
- 11月28日 - FROM THE UNDERGROUND
- 12月27日 - 惡-The brightness world

### 2021
- 02月28日〜10月03日 - TOUR 202X 惡-The brightness world
- 05月05日 - GWみんな暇になったでしょ?ムック結成記念日+1日 明星完全再現無観客配信ライヴ ～Fight against COVID-19 #4～
- 10月14日 - ROTTENGRAFFTY Tribute Album～MOUSE TRAP～Release Party
- 11月04日〜12月03日 - MUCC TOUR 202X 惡-The brightness WORLD is GONER
- 12月27日 - DANGER CRUE 40th Anniversary JACK IN THE BOX 2021 supported by MAVERICK DC GROUP

### 2022
- 05月04日 - MUCC 結成記念日〜Beginning of the 25th Anniversary〜Special Acoustic in 味園ユニバース
- 06月03日 - NEMOPHILA Zepp Tour 2022 ～虎穴に入らずんば虎子を得ず～
- 06月09日 - 朱ゥノ吐＋会員限定ライヴ『新世界完全再現』
- 06月11日〜08月28日 - MUCC TOUR 2022 「新世界」〜The Beginning of the 25th Anniversary〜
- 07月14日 - MUCC25周年特別企画 映像版「零」収録 コスプレ限定 GIG 推奨 MVシューティング
- 09月06日 - えん８
- 10月09日〜12月14日 - MUCC 25th Anniversary TOUR 「Timeless」～是空・朽木の灯～
- 12月22日〜12月23日 - MUCC TOUR 2022 「新世界」～Beginning of the 25th Anniversary～ 「新世界 別巻」発売記念公演「新世界 完結編」
- 12月27日 - V系って知ってる？ powered by MAVERICK DC GROUP

### 2023
- 02月6日/02月14日 - MUCC 25thAnniversary Special Liveムック試験導入公演その5.暴れて、感じて、声出しOK。「咆哮」
- 03月～05月 - MUCC 25th Anniversary TOUR「Timeless」～鵬翼・極彩～
- 06月～08月 - MUCC 25th Anniversary TOUR「Timeless」～志恩・球体～
- 07月15日 - LuckyFes'23
- 07月28日 - deadman x MUCC「産声」
- 08月11日 - ROCK IN JAPAN FESTIVAL 2023

- 08月17日～19日 - NIGHTMARE×MUCC ツーマンツアー『悪夢69』
- 09月04日 - Allen birthday presents KIRITO vs MUCC

- 10月～12月 - MUCC 25th Anniversary TOUR「Timeless」～カルマ・シャングリラ～
- 10月11日 - ROTTENGRAFFTY ”響都超特急 TOUR”

- 11月24日 - DEZERT PARTY vol.14 -EXTRA Edition- DEZERT vs MUCC ～LAST SHINJUKU BLAZE～
- 12月16日 - 響都超特急2023 ～KYOTO ULTRA EXPRESS～
- 12月28日 - MUCC 25th Anniversary TOUR Grand Final Bring the End to「Timeless」&「WORLD」
- 12月31日 - MUCC THE END OF 25th COUNT DOWN FAMILY PARTY -逝く年 狂年 Lightの宴-

### 2024
- 06月09日～08月04日 - MUCC TOUR 2024「Love Together」

## 出演

### ラジオ

#### 現在
- JACK IN THE RADIO（TOKYO FM、毎週月曜日25:30 - 26:00）

#### 過去
- 朝まで生ムック（NACK5、「BEAT SHUFFLE」内の1コーナーとして。放送時間不定）
- Midnight 69 City（NACK5、毎週金曜日0:00 - 0:30）
- ムック・ザ・レイディオ（スターデジオ、毎週金曜日23:00 - 23:30）

### 配信番組

#### 現在
- 音楽情報ライヴ『いじくりROCKS！』（定期生配信番組）
- 「Mr.JACKが斬る！」（ニコ生定期配信番組）